# Kirchnüchel
Kirchnüchel település Németországban, Schleswig-Holstein tartományban. Lakosainak száma 202 fő (2023. december 31.).

## Népesség
A település népességének változása:
| Lakosok száma | 260  | 183  | 180  | 186  | 196  | 202  |
|               | 1975 | 2017 | 2019 | 2021 | 2022 | 2023 |